# Fillières
Fillières – miejscowość i gmina we Francji, w regionie Grand Est, w departamencie Meurthe i Mozela.
Według danych na rok 1990 gminę zamieszkiwały 384 osoby, a gęstość zaludnienia wynosiła 27 osób/km² (wśród 2335 gmin Lotaryngii Fillières plasuje się na 674. miejscu pod względem liczby ludności, natomiast pod względem powierzchni na miejscu 371.).